# Fercé-sur-Sarthe

Fercé-sur-Sarthe este o comună în departamentul Sarthe, Franța. În 2009 avea o populație de 634 de locuitori.